# 長腹短鰭蛇鯖
長腹短鰭蛇鯖為輻鰭魚綱鱸形目鯖亞目蛇鯖科的其中一種，發現於加勒比海及日本南部海域，棲息深度100-185公尺，體長可達100公分，為外洋性魚類，屬肉食性，少見。

## 擴展閱讀
維基物種上的相關：長腹短鰭蛇鯖